# Гуту (Мехединци)
Гуту (рум. Gutu) насеље је у Румунији у округу Мехединци у општини Прунишор. Oпштина се налази на надморској висини од 305 m.

## Становништво
Према подацима из 2002. године у насељу је живело 79 становника, од којих су сви румунске националности.